# Alastair Anderson
Alistair Anderson is een Engelse muzikant die op de concertina en de Northumbrian smallpipes speelt. Onder invloed van de Amerikaanse folk muziek begon Alastair rond de jaren zestig van de 20e eeuw te spelen op de banjo van zijn vader; nadat hij voor vijf pond een concertina had gekocht, gaf hij de banjo aan zijn vriend Dave Richardson (later lid van de befaamde The Boys of the Lough). Eveneens begon hij te spelen op de Northumbrian smallpipes. In 1967 was hij een van de oprichters met accordeonist Johnny Handle en piper en violist Colin Ross van The High Level Ranters, een band die de Northumbrian pipes hoog in het vaandel had staan.
In 1979 verliet hij de band en begon aan solo-loopbaan en maakte in 1982 zijn album Steel Skies. Daarna werd hij weer lid van een groep, nu de Shephards. Gezien zijn discografie zou hij nadien diverse activiteiten ontplooien.

## Discografie
- Play English Cocertina - 1973
- The Concertina Workshop - 1974
- Steel Skies - 1982
- Alastair Anderson and The Lindsays on Cheviot Hills - 1999
- The Crooked Road (compilatie-album) - 1999
- Music of  O'Carolan (compilatie-album)
- Along the Coaly Tyne (compilatie-album)
- Musical History of the Concertina (4 compilatie-albums)